# Premio Nebula per il miglior racconto
Il premio Nebula per il miglior racconto (Nebula Award for Best Novelette) è un premio letterario assegnato annualmente dal 1965 dalla Science Fiction and Fantasy Writers of America ad opere di fantascienza o fantasy di lunghezza compresa tra 7.500 e 17.500 parole.
Ted Chiang è l'unico autore ad aver ricevuto tre volte questo riconoscimento: nel 1990 per Torre di Babilonia, nel 2002 per L'inferno è l'assenza di Dio e nel 2007 per Il mercante e il portale dell'alchimista.

## Regolamento
Il presidente della SFWA, in conformità con lo statuto e le procedure operative stabilite, nomina un commissario per la supervisione e l'amministrazione dei premi Nebula durante l'evento Nebula Awards® e per svolgere i compiti descritti nel regolamento e qualsiasi altra responsabilità correlata che potrebbe sorgere durante lo svolgimento di amministrazione. Durante il periodo di copertura del ruolo, nessuna opera del commissario può essere nominata o proposta, evitando così un conflitto di interessi.
Oltre al commissario il presidente nomina tre persone quali "Membri del Comitato Regole Premi degli SFWA". Compito del (SARC) è l'assicurarsi prima del ballottaggio  finale dell'ammissibilità delle opere presentate, valutando che esse rispettino il regolamento, e rispettino la categoria nei quali sono presentati, queste si estendono oltre che ai premi Nebula ufficiali anche ai premi Ray Bradbury e Andre Norton di quell'anno. Le opere giudicate inammissibili da parte del SARC vengono sottoposte al giudizio del consiglio di amministrazione per la deliberazione che, assieme a una relazione della Commissione per i premi Nebula (NAC), indica il motivo dei rigetti.
Il Commissario funge da segretario del SARC, ma non ha diritto di voto.
Il Consiglio di Amministrazione ha inoltre facoltà, a sua discrezione, di creare ulteriori categorie di premi che devono essere sottoposte al voto dai membri attivi e assoggettati al regolamento.
L'anno dei premi Nebula ha inizio il 1º gennaio e termine il 31 dicembre dell'anno per il quale verranno assegnati i premi.

## Vincitori e candidati
I vincitori sono indicati in grassetto. A seguire i finalisti.

### Anni 1965-1969
- 1965: Le porte del suo viso, i fuochi della sua bocca (The Doors of His Face, The Lamps of His Mouth) di Roger Zelazny
  - The Shipwrecked Hotel di James Blish e Norman L. Knight
  - La favola del vecchio e degli astronauti (Vanishing Point) di Jonathan Brand
  - 102 bombe H (102 H-Bombs) di Thomas M. Disch
  - Half a Loaf di R. C. Fitzpatrick
  - I decisionatori (The Decision Makers) di Joseph Green
  - At the Institute di Norman Kagan
  - The Earth Merchants di Norman Kagan
  - Laugh Along with Franz di Norman Kagan
  - The Life of Your Time di Michael Karageorge
  - Quattro spettri in Amleto (Four Ghosts In Hamlet) di Fritz Leiber
  - Il canto del terrore (Small One) di E. Clayton McCarty
  - L'ultima avventura di S.H. (The Adventure of the Extraterrestrial) di Mack Reynolds
  - La maschera del vortice rosso (Masque of the Red Shift) di Fred Saberhagen
  - La notte del goblin (Goblin Night) di James H. Schmitz
  - L'arma dell'oblio (Planet of Forgetting) di James H. Schmitz
  - Maiden Voyage di J. W. Schutz
  - Mun Mun (Shall We Have a Little Talk?) di Robert Sheckley
  - La rivolta dei maschilisti (The Masculinist Revolt) di William Tenn
- 1966: Lo chiamerai «Signore» (Call Him Lord) di Gordon R. Dickson
  - Apology to Inky di Robert M. Green Jr.
  - An Ornament to His Profession di Charles L. Harness
  - The Eskimo Invasion di Hayden Howard
  - This Moment of the Storm di Roger Zelazny
- 1967: Per muovere le ossa (Gonna Roll the Bones) di Fritz Leiber
  - Pretty Maggie Moneyeyes di Harlan Ellison
  - Flatlander di Larry Niven
  - Le chiavi di dicembre (The Keys to December) di Roger Zelazny
  - La montagna dell'infinito (This Mortal Mountain) di Roger Zelazny
- 1968: Madre del mondo (Mother to the World) di Richard Wilson 
  - Ambiente totale (Total Environment) di Brian W. Aldiss
  - La comunione della carne (The Sharing of Flesh) di Poul Anderson
  - The Listeners di James Gunn
  - The Guerrilla Trees di H. H. Hollis
  - Once There Was a Giant di Keith Laumer
  - Guerra finale (Final War) di Barry N. Malzberg
- 1969: Il tempo considerato come una spirale di pietre semipreziose (Time Considered as a Helix of Semi-Precious Stones) di Samuel R. Delany
  - Deeper than the Darkness di Gregory Benford
  - Nove vite (Nine Lives) di Ursula K. Le Guin
  - I quattro cavalieri (The Big Flash) di Norman Spinrad

### Anni 1970-1979
- 1970: Scultura lenta (Slow Sculpture) di Theodore Sturgeon
  - Riva d'Asia (The Asian Shore) di Thomas M. Disch
  - Dear Aunt Annie di Gordon Eklund
  - The Shaker Revival di Gerald Jonas
  - Continua sulla prossima roccia (Continued on Next Rock) di R. A. Lafferty
  - The Second Inquisition di Joanna Russ
- 1971: Regina dell'aria e della notte (The Queen of Air and Darkness) di Poul Anderson
  - A Special Kind of Morning di Gardner Dozois
  - Mount Charity di Edgar Pangborn
  - Poor Man, Beggar Man di Joanna Russ
  - The Encounter di Kate Wilhelm
- 1972: Orfeo Secondo (Goat Song) di Poul Anderson
  - The Animal Fair di Alfred Bester
  - A Kingdom by the Sea di Gardner Dozois
  - Il basilisco (Basilisk) di Harlan Ellison
  - In the Deadlands di David Gerrold
  - Il mecenate (Patron of the Arts) di William Rotsler
  - The Funeral di Kate Wilhelm
- 1973: Bruma, erba e sabbia (Of Mist, and Grass, and Sand) di Vonda N. McIntyre
  - The Deathbird di Harlan Ellison
  - Il caso e il sognatore (Case and the Dreamer) di Theodore Sturgeon
  - La ragazza collegata (The Girl Who Was Plugged In) di James Tiptree Jr.
- 1974: Se le stelle fossero dei (If the Stars Are Gods) di Gordon Eklund e Gregory Benford
  - Il resto è silenzio (The Rest Is Silence) di Charles L. Grant
  - Twilla di Tom Reamy
- 1975: San Diego Lightfoot Sue di Tom Reamy
  - The Warlord of Saturn's Moons di Eleanor Arnason
  - Blooded on Arachne di Michael Bishop
  - I custodi (The Custodians) di Richard Cowper
  - The Dybbuk Dolls di Jack Dann
  - Polly Charms, the Sleeping Woman di Avram Davidson
  - The Final Fighting of Fion Mac Cumhail di Randall Garrett
  - La nuova Atlantide (The New Atlantis) di Ursula K. Le Guin
  - Una galassia di nome Roma (A Galaxy Called Rome) di Barry N. Malzberg
  - L'uomo che sanguinava (The Bleeding Man) di Craig Strete
  - Estate retrograda (Retrograde Summer) di John Varley
- 1976: L'uomo bicentenario (The Bicentennial Man) di Isaac Asimov
  - His Hour Upon the Stage di Grant Carrington
  - L'ultimo lancio di Custer (Custer's Last Jump) di Steven Utley e Howard Waldrop
  - Nel catino (In the Bowl) di John Varley
- 1977: La soluzione «screwfly» (The Screwfly Solution) di Racoona Sheldon
  - Teoria delle particelle (Particle Theory) di Edward Bryant
  - Il gioco del sette (A Rite of Spring) di Fritz Leiber
  - La città di pietra (The Stone City) di George R. R. Martin
  - La nona sinfonia di Ludwig Van Beethoven e altre canzoni perdute (The Ninth Symphony of Ludwig van Beethoven and Other Lost Songs) di Carter Scholz
- 1978: A Glow of Candles, a Unicorn's Eye di Charles L. Grant
  - Mikal's Songbird di Orson Scott Card
  - Devil You Don't Know di Dean Ing
- 1979: Re della sabbia (Sandkings) di George R. R. Martin
  - The Ways of Love di Poul Anderson
  - Campi (Camps) di Jack Dann
  - Le vie del desiderio (The Pathways of Desire) di Ursula K. Le Guin
  - The Angel of Death di Michael Shea
  - Opzioni (Options) di John Varley

### Anni 1980-1989
- 1980: The Ugly Chickens di Howard Waldrop
  - Strata di Edward Bryant
  - La stazione di posta (The Way Station) di Stephen King[2]
  - The Feast of Saint Janis di Michael Swanwick
  - Ginungagap di Michael Swanwick
  - Beatnik Bayou di John Varley
- 1981: The Quickening di Michael Bishop
  - Sea Changeling di Mildred Downey Broxon
  - The Thermals of August di Edward Bryant
  - The Fire When It Comes di Parke Godwin
  - Mummer Kiss di Michael Swanwick
  - Quintana Roo (Lirios: A Tale of the Quintana Roo) di James Tiptree Jr.
- 1982: Squadra antincendio (Fire Watch) di Connie Willis
  - Miti del futuro prossimo (Myths of the Near Future) di J. G. Ballard
  - Understanding Human Behavior di Thomas M. Disch
  - La notte che bruciammo Chrome (Burning Chrome) di William Gibson
  - The Mystery of the Young Gentleman di Joanna Russ
  - Swarm di Bruce Sterling
- 1983: La musica del sangue (Blood Music) di Greg Bear[3]
  - Il nostro cuore sul tavolo verde (Blind Shemmy) di Jack Dann
  - The Monkey Treatment di George R. R. Martin
  - Black Air di Kim Stanley Robinson
  - La Regina Cicala (Cicada Queen) di Bruce Sterling
  - Volo lento (Slow Birds) di Ian Watson
  - La sidone nello specchio (The Sidon in the Mirror) di Connie Willis
- 1984: Figlio di sangue (Bloodchild) di Octavia E. Butler
  - Bad Medicine di Jack Dann
  - Saint Theresa of the Aliens di James Patrick Kelly
  - Il Lucky Strike (The Lucky Strike) di Kim Stanley Robinson
  - L'uomo che dipinse Griaule il drago (The Man Who Painted the Dragon Griaule) di Lucius Shepard
  - Trojan Horse di Michael Swanwick
- 1985: Ritratti di famiglia (Portraits of His Children) di George R. R. Martin
  - A Gift from the GrayLanders di Michael Bishop
  - La frontiera (The Fringe) di Orson Scott Card
  - Il paladino dell'ora perduta (Paladin of the Lost Hour) di Harlan Ellison
  - Duello (Dogfight) di Michael Swanwick e William Gibson
  - Il cacciatore di giaguari (The Jaguar Hunter) di Lucius Shepard
  - Rockabye Baby di S. C. Sykes
- 1986: The Girl Who Fell into the Sky di Kate Wilhelm
  - Hatrack River di Orson Scott Card
  - Listening to Brahms di Suzy McKee Charnas
  - Il mercato d'inverno (The Winter Market) di William Gibson
  - Surviving di Judith Moffett
  - Aymara  di Lucius Shepard
  - Permafrost di Roger Zelazny
- 1987: Rachel in Love di Pat Murphy
  - The Evening and the Morning and the Night di Octavia E. Butler
  - Le ragazze bufalo (Buffalo Gals, Won't You Come Out Tonight) di Ursula K. Le Guin
  - Dream Baby di Bruce McAllister
  - I fiori di Edo (Flowers of Edo) di Bruce Sterling
  - Il raggio di Schwarzschild (Schwarzschild Radius) di Connie Willis
- 1988: Il gattino di Schrödinger (Schrödinger's Kitten) di George Alec Effinger
  - Ginny Sweethips' Flying Circus di Neal Barrett Jr.
  - Un regalo di compleanno (Peaches for Mad Molly) di Steven Gould
  - Unfinished Portrait of the King of Pain by Van Gogh di Ian McDonald
  - "...a Whinny Moor finalmente verrai" (The Hob) di Judith Moffett
  - Kirinyaga di Mike Resnick
  - Do Ya, Do Ya, Wanna Dance? di Howard Waldrop
- 1989: Al Rialto (At the Rialto) di Connie Willis
  - Sisters di Greg Bear
  - La dama d'argento e l'uomo di mezza età (Silver Lady and the Fortyish Man) di Megan Lindholm
  - Una volta ho toccato il cielo (For I Have Touched the Sky) di Mike Resnick
  - Fast Cars di Kristine Kathryn Rusch
  - Crea un soldato, poi creane un altro (Enter a Soldier. Later: Enter Another) di Robert Silverberg

### Anni 1990-1999
- 1990: Torre di Babilonia (Tower of Babylon) di Ted Chiang
  - The Coon Rolled Down and Ruptured His Larinks, A Squeezed Novel by Mr. Skunk di Dafydd ab Hugh
  - The Shobies' Story di Ursula K. Le Guin
  - 1/72nd Scale di Ian R. MacLeod
  - La Manamouki (The Manamouki) di Mike Resnick
  - A Time for Every Purpose di Kristine Kathryn Rusch
  - Loose Cannon di Susan Shwartz
  - Over the Long Haul di Martha Soukup
- 1991: Guide Dog di Michael Conner
  - Gate of Faces di Ray Aldridge
  - Black Glass di Karen Joy Fowler
  - Il divoratutto (The All-Consuming) di Lucius Shepard e Robert Frazier
  - Standing In Line with Mister Jimmy di James Patrick Kelly
  - The Happy Man di Jonathan Lethem
  - Getting Real di Susan Shwartz
- 1992: Danny va su Marte (Danny Goes to Mars) di Pamela Sargent 	
  - Matter's End di Gregory Benford
  - The July Ward di S. N. Dyer
  - The Honeycrafters di Carolyn Ives Gilman
  - Suppose They Gave a Peace... di Susan Shwartz
  - Prayers on the Wind di Walter Jon Williams
- 1993: Georgia on My Mind di Charles Sheffield
  - England Underway di Terry Bisson
  - Il golpe dello schiaccianoci (The Nutcracker Coup) di Janet Kagan
  - The Franchise di John Kessel
  - Things Not Seen di Martha Soukup
  - Morte sul Nilo (Death on the Nile) di Connie Willis
- 1994: Il bambino marziano (The Martian Child) di David Gerrold
  - Necronauts di Terry Bisson
  - The Skeleton Key di Nina Kiriki Hoffman
  - Le singolari abitudini delle vespe (The Singular Habits of Wasps) di Geoffrey A. Landis
  - The Matter of Seggri di Ursula K. Le Guin
  - Nekropolis di Maureen F. McHugh
- 1995: Solitude di Ursula K. Le Guin
  - The Resurrection Man's Legacy di Dale Bailey
  - Tea and Hamsters di Michael G. Coney
  - Jesus at the Bat di Esther M. Friesner
  - Home for Christmas di Nina Kiriki Hoffman
  - Pensare da dinosauri (Think Like a Dinosaur) di James Patrick Kelly
  - When the Old Gods Die di Mike Resnick
- 1996: Lifeboat on a Burning Sea di Bruce Holland Rogers 	
  - Erase/Record/Play di John M. Ford
  - Mirror of Lop Nor di George Guthridge
  - The Chronology Protection Case di Paul Levinson
  - Must and Shall di Harry Turtledove
  - The Perseids di Robert Charles Wilson
  - Dopo un duro inverno (After a Lean Winter) di Dave Wolverton
- 1997: The Flowers of Aulit Prison di Nancy Kress
  - La storia del cane (The Dog's Story) di Eleanor Arnason
  - Three Hearings on the Existence of Snakes in the Human Bloodstream di James Alan Gardner
  - Berremo un pesce insieme (We Will Drink a Fish Together...) di Bill Johnson
  - The Miracle of Ivar Avenue di John Kessel
  - The Copyright Notice Case di Paul Levinson
  - The Undiscovered di William Sanders
- 1998: Lost Girls di Jane Yolen
  - The Truest Chill di Gregory Feeley
  - Time Gypsy di Ellen Klages
  - The Mercy Gate di Mark J. McGarry
  - Echea di Kristine Kathryn Rusch
  - Lete (Lethe) di Walter Jon Williams
- 1999: Mars Is No Place for Children di Mary A. Turzillo	
  - The Island in the Lake di Phyllis Eisenstein
  - How to Make Unicorn Pie di Esther M. Friesner
  - Five Days in April di Brian A. Hopkins
  - Good Intentions di Stanley Schmidt e Jack McDevitt
  - Taklamakan di Bruce Sterling

### Anni 2000-2009
- 2000: Il mondo di papà (Daddy's World) di Walter Jon Williams
  - Stellar Harvest di Eleanor Arnason
  - A Knight of Ghosts and Shadows di Gardner Dozois
  - Jack Daw's Pack di Greer Ilene Gilman
  - A Day's Work on the Moon di Mike Moscoe
  - How the Highland People Came to Be di Bruce Holland Rogers
  - Generation Gap di Stanley Schmidt
- 2001: Louise's Ghost di Kelly Link
  - To Kiss the Star di Amy Sterling Casil
  - The Pottawatomie Giant di Andy Duncan
  - Disfatto (Undone) di James Patrick Kelly
  - Auspicious Eggs di James Morrow
  - Dance of the Yellow-Breasted Luddites di William Shunn
- 2002: L'inferno è l'assenza di Dio (Hell is the Absence of God) di Ted Chiang
  - The Pagodas of Ciboure di M. Shayne Bell
  - The Ferryman's Wife di Richard Bowes
  - Madonna of the Maquiladora di Gregory Frost
  - The Days Between di Allen Steele
  - Aragoste (Lobsters) di Charles Stross
- 2003: The Empire of Ice Cream di Jeffrey Ford
  - The Mask of the Rex di Richard Bowes
  - Of a Sweet Slow Dance in the Wake of Temporary Dogs di Adam-Troy Castro
  - 0wnz0red di Cory Doctorow
  - The Wages of Syntax di Ray Vukcevich
- 2004: Basement Magic di Ellen Klages 	
  - Zora and the Zombie di Andy Duncan
  - The Voluntary State di Christopher Rowe
  - Dry Bones di William Sanders
  - The Gladiator's War: A Dialogue di Lois Tilton
- 2005: The Faery Handbag di Kelly Link
  - Flat Diane di Daniel Abraham
  - Men Are Trouble di James Patrick Kelly
  - Nirvana High di Eileen Gunn e Leslie What
  - The People of Sand and Slag di Paolo Bacigalupi
- 2006: Two Hearts (Two Hearts) di Peter S. Beagle
  - The Language of Moths di Christopher Barzak
  - Walpurgis Afternoon di Delia Sherman
  - Journey into the Kingdom di M. Rickert
  - Little Faces di Vonda N. McIntyre
- 2007: Il mercante e il portale dell'alchimista (The Merchant and the Alchemist's Gate) di Ted Chiang
  - The Children's Crusade di Robin Wayne Bailey
  - Child, Maiden, Woman, Crone di Terry Bramlett
  - The Evolution of Trickster Stories Among the Dogs of North Park After the Change di Kij Johnson
  - Safeguard di Nancy Kress
  - The Fiddler of Bayou Teche di Delia Sherman
- 2008: Pride and Prometheus di John Kessel
  - If Angels Fight di Richard Bowes
  - The Ray-Gun: A Love Story di James Alan Gardner
  - Dark Rooms di Lisa Goldstein
  - Night Wind di Mary Rosenblum
  - Baby Doll di Johanna Sinisalo
  - Kaleidoscope di K.D. Wentworth
- 2009: Sinner, Baker, Fabulist, Priest; Red Mask, Black Mask, Gentleman, Beast di Eugie Foster
  - The Gambler di Paolo Bacigalupi
  - Vinegar Peace, or the Wrong-Way Used-Adult Orphanage di Michael Bishop
  - I Needs Must Part, The Policeman Said di Richard Bowes
  - Divining Light di Ted Kosmatka
  - A Memory of Wind di Rachel Swirsky

### Anni 2010-2019
- 2010: That Leviathan, Whom Thou Hast Made di Eric James Stone
  - Map of Seventeen di Christopher Barzak
  - The Jaguar House, in Shadow di Aliette de Bodard
  - The Fortuitous Meeting of Gerard van Oost and Oludara di Christopher Kastensmidt
  - Plus or Minus di James Patrick Kelly
  - Pishaach di Shweta Narayan
  - Stone Wall Truth di Caroline M. Yoachim
- 2011 What We Found di Geoff Ryman
  - Fields of Gold di Rachel Swirsky
  - Ray of Light di Brad R. Torgersen
  - Sauerkraut Station di Ferrett Steinmetz
  - Sei mesi, tre giorni (Six Months, Three Days) di Charlie Jane Anders
  - The Migratory Pattern of Dancers di Katherine Sparrow
  - The Old Equations di Jake Kerr
- 2012 Close Encounters di Andy Duncan[4]
  - The Pyre of New Day di Catherine Asaro
  - The Waves di Ken Liu
  - The Finite Canvas di Brit Mandelo
  - Swift, Brutal Retaliation di Meghan McCarron
  - Portrait of Lisane da Patagnia di Rachel Swirsky
  - Fade to White di Catherynne M. Valente

- 2013 The Waiting Stars di Aliette de Bodard
  - Paranormal Romance di Christopher Barzak
  - They Shall Salt the Earth with Seeds of Glass di Alaya Dawn Johnson
  - Pearl Rehabilitative Colony for Ungrateful Daughters di Henry Lien
  - The Litigation Master and the Monkey King di Ken Liu
  - In Joy, Knowing the Abyss Behind di Sarah Pinsker

- 2014 A Guide to the Fruits of Hawai’i di Alaya Dawn Johnson 
  - Sleep Walking Now and Then di Richard Bowes
  - The Magician and Laplace’s Demon di Tom Crosshill
  - The Husband Stitch di Carmen Maria Machado
  - We Are the Cloud di Sam J. Miller
  - The Devil in America di Kai Ashante Wilson

- 2015 Our Lady of the Open Road di Sarah Pinsker
  - And You Shall Know Her by the Trail of Dead di Brooke Bolander
  - The Deepwater Bride di Tamsyn Muir
  - Grandmother-nai-Laylit’s Cloth of Winds di Rose Lemberg
  - The Ladies’ Aquatic Gardening Society di Henry Lien
  - Rattlesnakes and Men di Michael Bishop

- 2016 The Long Fall Up di William Ledbetter
  - Sooner or Later Everything Falls Into the Sea di Sarah Pinsker
  - Blood Grains Speak Through Memories di Jason Sanford
  - The Orangery di Bonnie Jo Stufflebeam
  - Jewel and Her Lapidary di Fran Wilde
  - You’ll Surely Drown Here If You Stay di Alyssa Wong

- 2017 A Human Stain di Kelly Robson
  - Dirty Old Town di Richard Bowes
  - Weaponized Math di Jonathan P. Brazee
  - Wind Will Rove di Sarah Pinsker
  - A Series of Steaks di Vina Jie-Min Prasad
  - Small Changes Over Long Periods of Time di K. M. Szpara

- 2018 The Only Harmless Great Thing di Brooke Bolander 
  - The Last Banquet of Temporal Confections di Tina Connolly
  - An Agent of Utopiadir di Andy Duncan
  - The Substance of My Lives, the Accidents of Our Births di José Pablo Iriarte
  - The Rule of Three di Lawrence M. Schoen
  - Messenger di Yudhanjaya Wijeratne et R. R. Virdi

- 2019 Carpe Glitter di Cat Rambo 
  - A Strange Uncertain Light di G. V. Anderson
  - For He Can Creep di Siobhan Carroll
  - His Footsteps, Through Darkness and Light di Mimi Mondal
  - The Blur in the Corner of Your Eye di Sarah Pinsker
  - The Archronology of Love di Caroline M. Yoachim

### Anni 2020-2029
- 2020 Two Truths and a Lie di Sarah Pinsker
  - Stepsister di Leah Cypess
  - The Pill di Meg Elison
  - Burn or the Episodic Life of Sam Wells as a Super di A. T. Greenblatt
  - Where You Linger di Bonnie Jo Stufflebeam
  - Shadow Prisons di Caroline M. Yoachim

- 2021 O2 Arena di Oghenechovwe Donald Ekpeki 
  - Just Enough Rain di PH Lee
  - (emet) di Lauren Ring
  - That Story Isn’t the Story di John Wiswell
  - Colors of the Immortal Palette di Caroline M. Yoachim

- 2022[5]
  - If You Find Yourself Speaking to God, Address God with the Informal You di John Chu
  - Two Hands, Wrapped in Gold di S. B. Divya
  - Murder by Pixel: Crime and Responsibility in the Digital Darkness di S. L. Huang
  - A Dream of Electric Mothers di Wole Talabi
  - The Prince of Salt and the Ocean’s Bargain di Natalia Theodoridou
  - We Built This City di Marie Vibbert

- 2023[6]
  - The Saint of Bright Doors di Vajra Chandrasekera
  - The Water Outlaws di S. L. Huang
  - Translation State' di  Ann Leckie
  - The Terraformers di Annalee Newitz
  - Shigidi and the Brass Head of Obalufon di  Wole Talabi
  - Witch King di Martha Wells